# In Hell
In Hell is een Amerikaanse actie-/dramafilm uit 2003 onder regie van Ringo Lam. Deze maakte samen met hoofdrolspeler Jean-Claude Van Damme eerder ook Maximum Risk (1996) en Replicant (2001). In Hell verscheen in Nederland rechtstreeks op dvd.

## Verhaal
Kyle LeBlanc (Van Damme) werkt als ingenieur in Rusland, wanneer hij op een dag vanuit zijn auto naar zijn met hem mee verhuisde echtegenote Grey (Marnie Alton) belt. Tijdens het gesprek wordt zij belaagd door een indringer in het huis, waarvan LeBlanc aan de telefoon flarden meekrijgt. Ondanks dat hij zich naar huis spoedt, komt hij te laat om nog iets voor zijn vrouw te kunnen betekenen. De man die haar verkracht en vermoord heeft, is nog in huis en LeBlanc zet razend de achtervolging in. Hij krijgt de moordenaar te pakken, maar de politie haalt de twee uit elkaar voor hij deze echt schade toe kan brengen.
In het gerechtsgebouw ziet LeBlanc zijn kans wel schoon wanneer hij met een geladen pistool in zijn hand vrij kan schieten en een fatale kogel lost. Hij wordt veroordeeld voor moord en krijgt een levenslange gevangenisstraf in het Russische huis van bewaring waar generaal Hruschov (Lloyd Battista) de scepter zwaait. Deze organiseert illegale gevechten onder de gevangenen, waar grof op gewed wordt en waar geregeld iemand het loodje bij legt. Hoewel de aanvankelijk lusteloze LeBlanc in eerste instantie de gewelddadigheden van de Russische medegevangenen reactieloos over zich heen laat komen, heeft hij er op zeker moment genoeg van en neemt wraak op een van zijn aanvallers. Daarop krijgt Hruschov hem in het vizier als vechter in de door hem gehouden wedstrijden.
Behalve dat LeBlanc met zijn daad van agressie een eerste stap zet op weg naar een reputatie als begaafd vechtersbaas, verandert er nog iets. Zijn celgenoot, nr 451 (Lawrence Taylor), heeft al die tijd gezwegen, maar gaat vanaf dat moment regelmatig in gesprek met hem. Ook nr. 451 is een gevangene die Hruschov graag in gevechten neer wil zetten, maar in tegenstelling tot LeBlanc is hij dat altijd blijven weigeren.

## Rolverdeling
- Carlos Gómez - Tolik
- Manol Manolov - Ivan
- Chris Moir - Billy Cooper
- Billy Rieck - Coolhand
- Kaloian Vodenicharov - Dima
- Malakai Davidson - Malakai
- Michael Bailey Smith - Valya

## Trivia
- De opnamelocatie van de film was niet Rusland, maar Bulgarije.